# Liste der Biografien/Schneg
Liste der Biografien |
Portal Biografien |
Personensuche
# |
A |
B |
C |
D |
E |
F |
G |
H |
I |
J |
K |
L |
M |
N |
O |
P |
Q |
R |
S |
T |
U |
V |
W |
X |
Y |
Z |
?
 
Sa |
Sb |
Sc |
Sd |
Se |
Sf |
Sg |
Sh |
Si |
Sj |
Sk |
Sl |
Sm |
Sn |
So |
Sp |
Sq |
Sr |
Ss |
St |
Su |
Sv |
Sw |
Sy |
Sz
 
Sca–Sce |
Sch |
Sci–Scz
 
Scha |
Schc |
Schd |
Sche |
Schg |
Schi |
Schj |
Schk |
Schl |
Schm |
Schn |
Scho |
Schp |
Schr |
Schs |
Scht |
Schu |
Schv |
Schw |
Schy
 
Schna |
Schne |
Schni |
Schno |
Schnu |
Schny
 
Schneb |
Schnec |
Schned |
Schnee |
Schneg |
Schneh |
Schnei |
Schnek |
Schnel |
Schnep |
Schner |
Schnet |
Schneu |
Schnew |
Schney |
Schnez
Die Liste der Biografien führt alle Personen auf, die in der deutschsprachigen Wikipedia einen Artikel haben. Dieses ist eine Teilliste mit 14 Einträgen von Personen, deren Namen mit den Buchstaben „Schneg“ beginnt.

## Schneg

### Schnega
- Schnegas, Henrik (* 1966), deutscher Ingenieur und Hochschullehrer

### Schnegg
- Schnegg, Alfons (1895–1932), österreichischer Maler
- Schnegg, Brigitte (1953–2014), Schweizer Historikerin, Leiterin des Interdisziplinären Zentrums für Geschlechterforschung an der Universität Bern
- Schnegg, David (* 1998), österreichischer FußballspielerDavid Schnegg (* 1998)

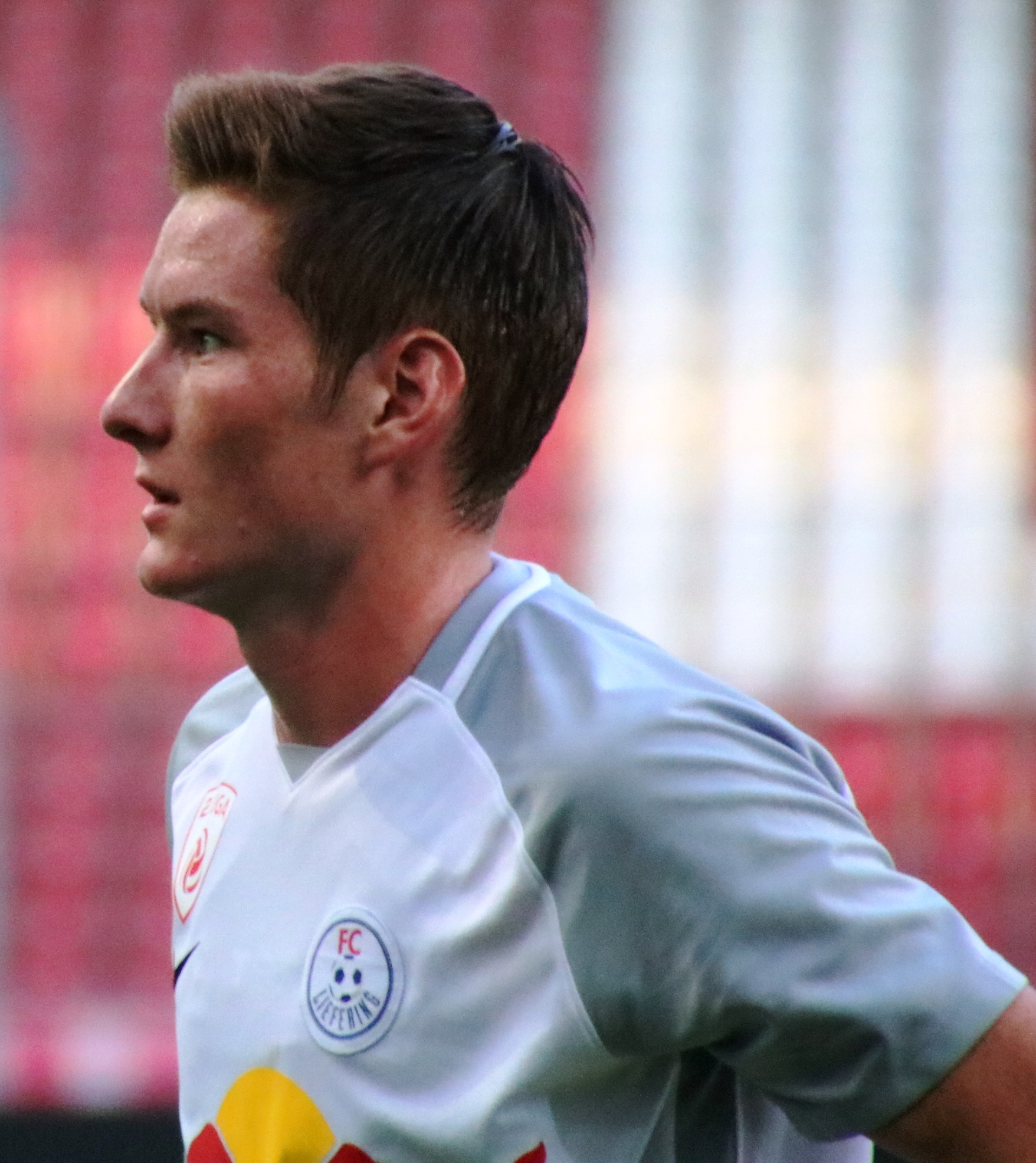
David Schnegg (* 1998)

- Schnegg, Fred-Henri (* 1965), Schweizer Politiker
- Schnegg, Hansjörg, deutscher Brauwissenschaftler
- Schnegg, Johann (1724–1784), österreichischer Bildhauer
- Schnegg, Johann Jakob (1826–1889), Basler Glockengießer
- Schnegg, Johannes (1875–1950), deutscher Brauwissenschaftler
- Schnegg, Matthias (* 1947), deutscher katholischer Priester
- Schnegg, Michael (* 1971), deutscher Ethnologe
- Schnegg, Pierre Alain (* 1962), Schweizer Politiker
- Schnegg, Walter (1903–1990), Schweizer Bildhauer

### Schnegl
- Schneglberger, Othmar (* 1962), österreichischer Politiker (SPÖ), Abgeordneter zum Salzburger Landtag